# Saison 2019 de la Ligue canadienne de football
Navigation
2018 2020
2019 est la 62e saison de la Ligue canadienne de football et la 134e saison depuis la fondation de la Canadian Rugby Football Union en 1884.

## Événements
Les changements suivants aux règlements sont approuvés par la ligue pour 2019 :
- Le centre de reprises vidéo peut assister les officiels sur le terrain concernant l'attribution des pénalités dans de plus nombreuses circonstances qu'auparavant ;
- Les conditions concernant l'action de contact avec le botteur sont modifiées ;
- La définition de l'acte d’utiliser son corps comme une lance (spearing) est clarifiée ;
- Les formations de bloc à trois joueurs ou plus lors de jeux de botté sont illégales ;
- Tout coup porté directement à un spécialiste des longues remises, tant que celui-ci n’a pas terminé son geste de remise, est illégal ;
- L’arrêt du jeu est sifflé chaque fois qu’une partie du corps, à l’exception des pieds et des mains, d’un quart-arrière portant le ballon touche le sol ; celui-ci n'est plus obligé de glisser les pieds en avant afin de se protéger ;
- Un second droit de contester une décision des officiels, à condition qu’ils aient eu gain de cause lors de leur première contestation, est accordée aux entraîneurs ;
- Une pénalité de 10 verges (yards en Europe) est imposée à un joueur ayant feint un contact ou ayant fait preuve d’une réaction exagérée à la suite d’un contact ;
- Un joueur se voyant décerner deux pénalités de 25 verges pendant une même partie est expulsé du match ;
- Un ballon lancé ou botté atteignant un drapeau fixé au sommet de l’un poteau des buts demeure en jeu ; auparavant, le jeu aurait été arrêté.

L'événement « Touché Atlantique », un match régulier de la LCF tenu dans les Provinces maritimes, est de retour en 2019 pour la première fois depuis 2013. Les Argonauts de Toronto et les Alouettes de Montréal se rencontrent au stade Croix-Bleue Medavie de Moncton le 25 août. Les Alouettes l'emportent 28 à 22.

## Classements
| Clt   | Équipe                 | PJ | V  | D  | N | BP  | BC  | Pts |
| ----- | ---------------------- | -- | -- | -- | - | --- | --- | --- |
| +001, | Tiger-Cats de Hamilton | 18 | 15 | 3  | 0 | 464 | 420 | 30  |
| +002, | Alouettes de Montréal  | 18 | 10 | 8  | 0 | 513 | 456 | 20  |
| +003, | Argonauts de Toronto   | 18 | 4  | 14 | 0 | 345 | 512 | 8   |
| +004, | Rouge et Noir d'Ottawa | 18 | 3  | 15 | 0 | 369 | 560 | 6   |

| Clt   | Équipe                           | PJ | V  | D  | N | BP  | BC  | Pts |
| ----- | -------------------------------- | -- | -- | -- | - | --- | --- | --- |
| +001, | Roughriders de la Saskatchewan   | 18 | 13 | 5  | 0 | 522 | 363 | 26  |
| +002, | Stampeders de Calgary            | 18 | 12 | 6  | 0 | 450 | 444 | 24  |
| +003, | Blue Bombers de Winnipeg         | 18 | 11 | 7  | 0 | 550 | 419 | 22  |
| +004, | Eskimos d'Edmonton               | 18 | 8  | 10 | 0 | 423 | 473 | 16  |
| +005, | Lions de la Colombie-Britannique | 18 | 5  | 13 | 0 | 482 | 471 | 10  |

## Séries éliminatoires

### Demi-finale de la division Ouest
- 10 novembre : Blue Bombers de Winnipeg 35 - Stampeders de Calgary 14

### Finale de la division Ouest
- 17 novembre : Blue Bombers de Winnipeg 20 - Roughriders de la Saskatchewan 13

### Demi-finale de la division Est
- 10 novembre : Eskimos d'Edmonton 37 - Alouettes de Montréal 29

### Finale de la division Est
- 17 novembre : Eskimos d'Edmonton 16 - Tiger-Cats de Hamilton 36

### 107ecoupe Grey
- 24 novembre : Les Blue Bombers de Winnipeg gagnent 33-12 contre les Tiger-Cats de Hamilton au stade McMahon à Calgary (Alberta).

## Honneurs individuels
- Joueur par excellence : Brandon Banks (RÉ/SRB), Tiger-Cats de Hamilton
- Joueur défensif par excellence : Willie Jefferson (en) (AD), Blue Bombers de Winnipeg
- Joueur canadien par excellence : Hénoc Muamba (SEC), Alouettes de Montréal
- Joueur de ligne offensive par excellence : Chris Van Zeyl (en) (BL), Tiger-Cats de Hamilton
- Recrue par excellence : Nate Holley (en) (SEC), Stampeders de Calgary
- Joueur des unités spéciales par excellence : Frankie Williams (en) (SRB), Tiger-Cats de Hamilton